# Archivio di Stato di Lucca
L'Archivio di Stato di Lucca si trova in piazza Guidiccioni a Lucca. L'Archivio è uno dei più importanti archivi di Stato italiani anche per l'importanza avuta nella metodologia di riordino secondo il tuttora in uso "metodo storico", applicato qui per la prima volta in maniera integrale da Salvatore Bongi tra il 1872 e il 1888. 
Si trova al secondo piano di Palazzo Guidiccioni. C'è un comodo ascensore che conduce alla "Sala Studio" dove si possono consultare i testi desiderati.

## Storia
L'istituzione di un archivio di Stato venne decretata il 27 agosto 1804, dal governo della Repubblica di Lucca. Tale archivio non comprendeva le carte della "Camera de' libri e delle Scritture", il più antico archivio pubblico del Comune di Lucca (documentato dal 1308) di tipo notarile, mentre comprendeva l'archivio "di Palazzo", composto dalle carte politiche e di governo. Solo nel 1860 la documentazione di Camera e di Palazzo venne riunita.
Importante fu la direzione di Salvatore Bongi, che applicò qui per la prima volta il metodo storico nel riordino della documentazione, che prevedeva un assoluto rispetto dell'ordine originario delle carte, creando inventari che spiegassero approfonditamente la struttura e l'organizzazione dei soggetti che le avevano prodotte, nel contesto storico-istituzionale locale e generale. I quattro inventari magistralmente redatti dal Bongi sono tutt'oggi i modelli per l'applicazione di tale metodo che, seppur con le dovute correzioni e aggiornamenti, è tuttora in uso nella gestione archiviaria. Nel 1927 vi lavoravano 2 funzionari, in luogo dei 5 previsti dal ruolo del personale. Malgrado ciò, il servizio agli utenti era comunque ritenuto buono.

## Patrimonio
Il patrimonio dell'Archivio di Stato di Lucca si estende per circa 15.000 metri di scaffali, con 22.483 pergamene (di cui 698 "fragmenta codicum" recuperati da coperte di volumi), 152.432 pezzi cartacei, 1.199 mappe, 116 monete, medaglie e distintivi, 306 sigilli e timbri, 253 coni e punzoni, 1207 cliché. A questi fondi originali si sono aggiunti nel tempo: Catasto italiano, Archivi fascisti e Comitati di liberazione nazionale, Prefettura, Preture, Questura, Ospedali; alcuni archivi privati già inventariati come quelli Arnolfini, Bottini, Buonvisi, Guinigi, Mansi, Sardini, e altri in corso di pubblicazione, come quelli Bongi, Cenami, Raffaelli, Sardi, Spada.
Si stanno approntando gli spazi per il versamento degli archivi della Repubblica.

## Direttori
La cronologia dei direttori è interamente riportata fino al 1970 in Cassetti, I, p. 751 e fino al 1988 in Cassetti, II, p. 694. Dal 2015, iniziata la direzione di Laurina Busti, l'istituto è retto da funzionari, mentre prima lo era da dirigenti ministeriali.
1. Salvatore Bongi (10 luglio 1859 – 30 dicembre 1899)[3]
2. Francesco Acton (31 dicembre 1899 – 1901)[4]
3. Mario Bongi reggente (1901)[5]
4. Luigi Fumi (7 giugno 1901 – 16 giugno 1907)
5. Mario Bongi reggente (17 giugno 1907 – 1908)[5]
6. Luigi Volpicella (1908 - 1918)[6]
7. Mario Bongi reggente (1918 – 5 marzo 1921)[5]
8. Umberto Dorini (6 marzo 1921 – 1924)[7]
9. Eugenio Lazzareschi (1924 - 3 settembre 1949)[8]
10. Domenico Corsi (4 settembre 1949 – 31 marzo 1970)[9]
11. Vito Domenico Tirelli (1º aprile 1970 – marzo 1988)
12. Giorgio Tori (marzo 1988 – 2008 circa )[10]
13. Stefano Vitali (16 marzo – 26 agosto 2009)[11]
14. Diana Toccafondi reggente (settembre 2009 – 30 aprile 2012)[12]
15. Elisabetta Piccioni (30 marzo 2012 – marzo 2015)[13]
16. Laurina Busti reggente (marzo – agosto 2015)[14]
17. Fiorenza Gemini reggente (agosto 2015 – 28 febbraio 2017)[15]
18. Simone Sartini (1º marzo 2017 – 29 febbraio 2020)[16]
19. Jaleh Bahrabadi (1º marzo 2020 – 31 marzo 2022)[17]
20. Maria Sabrina La Pusata (1º aprile 2022 - 2023)
21. Maria Paola Bellini (2023 - in funzione)